# Prix allemand des médias
Le  Prix allemand des médias (Deutscher Medienpreis) est une distinction créée en 1992 par la société allemande Media Control à Baden-Baden, et décerné par un jury de journalistes et d'éditeurs allemands une fois par an.
Le prix est remis au cours d’une cérémonie qui a lieu dans la ville de Baden-Baden, en présence d’environ 200 invités.
L’initiateur du prix est Karlheinz Kögel.
Le jury est composé de rédacteurs en chef des principaux journaux et magazines. Le prix lui-même représente une main, peinte sur céramique, sur un socle en marbre bleu brésilien.
L'artiste suisse Roland Junker créa la sculpture en 1972 en Allemagne, qui, chaque année, est fabriquée à la manufacture de Karlsruhe. 

## Lauréats
- Helmut Thoma (1992)
- Helmut Kohl (1993)
- François Mitterrand (1994)
- Yasser Arafat et posthume Yitzhak Rabin (1995)
- Boris Eltsine (1996)
- le roi Hussein de Jordanie (1997)
- Nelson Mandela (1998)
- Bill Clinton (1999)
- Gerhard Schröder (2000)
- Rudolph Giuliani (2001)
- La Reine Silvia de Suède et de la Reine Rania de Jordanie (2002)
- Kofi Annan (2003)
- Hillary Clinton (2004)
- Bono (2005)
- Le roi Juan Carlos (2006)
- Steffi Graf et Andre Agassi (2007)
- Dalaï Lama (2008)